# Luboš
Luboš bzw. Ľuboš ist ein tschechischer (Luboš) bzw. slowakischer (Ľuboš) männlicher Vorname, sowie Lubos ein Nachname. Es ist die Kurzform von Lubomír und anderer Namen, die mit dem slawischen Bestandteil lub mit der Bedeutung Liebe beginnen.

## Namensträger

### Vorname
- Ľuboš Bartečko (* 1976), slowakischer Eishockeyspieler
- Luboš Fišer (1935–1999), tschechischer Komponist, Filmkomponist und Regisseur
- Ľuboš Hanzel (* 1987), slowakischer Fußballspieler
- Luboš Hušek (* 1984), tschechischer Fußballspieler
- Luboš Kalouda (* 1987), tschechischer Fußballspieler
- Luboš Kohoutek (1935–2023), tschechischer Astronom
- Luboš Kozel (* 1971), tschechischer Fußballspieler und -trainer
- Ľuboš Križko (* 1979), slowakischer Schwimmer
- Luboš Kubík (* 1964), tschechischer Fußballspieler und -trainer
- Ľuboš Micheľ (* 1968), slowakischer Fußballschiedsrichter, Lehrer und Manager
- Luboš Pecka (* 1978), tschechischer Fußballspieler
- Luboš Perek (1919–2020), tschechischer Astronom
- Luboš Pokluda (* 1958), tschechischer Fußballspieler
- Luboš Schorný (* 1975), tschechischer Biathlet
- Luboš Šuda (* 1976), tschechischer Boxer
- Luboš Urban (* 1957), tschechischer Fußballspieler und -trainer
- Ľuboš Velebný (* 1982), slowakischer Eishockeyspieler

### Familienname
- Arno Lubos (1928–2006), deutscher Literaturhistoriker und Schriftsteller